# الجائزة (ردفان)

تعديل مصدري - تعديل

الجائزة هي إحدى قرى عزلة الحبيلين بمديرية ردفان التابعة لمحافظة لحج، بلغ تعداد سكانها 158 نسمة حسب تعداد اليمن لعام 2004.